# Pontianak (demon)
Pontianak (Buntinganak) is een demon die op de Indische archipel zeer gevreesd wordt. Ze wordt meestal voorgesteld als een oude vrouw met laaghangende borsten of als een beeldschone jongedame met lange haren die een gat in haar rug moeten bedekken.
Pontianak is ontstaan uit een vrouw die in het kraambed gestorven is (buntinganak: bunting (zwanger) + anak (kind)). Ze heeft het voorzien op zwangere vrouwen en kleine kinderen. Pontianaks met babygehuil hoog in de bomen worden opgevoerd in de roman De stille kracht (1900) van Louis Couperus.